# Александр Вочский

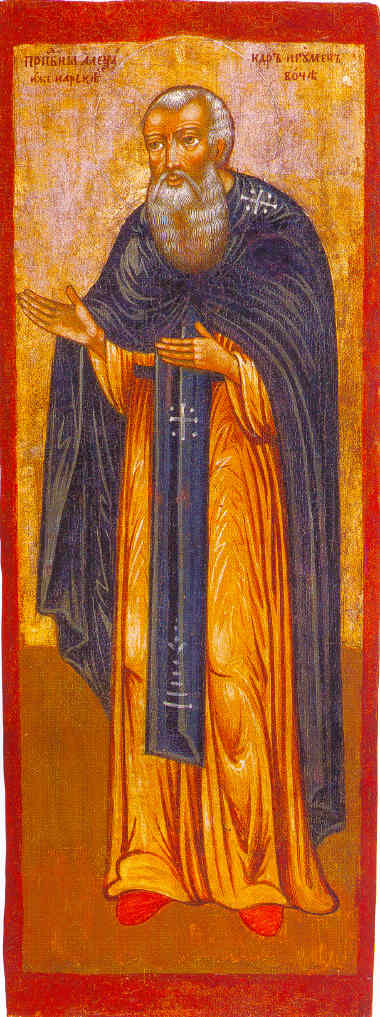
Преподобный Александр, игумен Вочский (икона второй половины XVIII века)

Александр Вочский (Александр Галичский; 2-я половина XIV — 1-я четверть XV) — святой Русской церкви. Почитается в лике преподобных, память совершается (по юлианскому календарю): 23 января (Собор Костромских святых) и 30 августа.
Александр Вочский считается основателем Преображенского монастыря в месте впадения реки Вексы в реку Вочу. Первые письменные упоминания о монастыре относятся к 1533 году, когда Александр был уже мёртв. Сведения о его жизни не сохранились, краткие сведения известны из церковной службы ему, написанной в XVI веке. Она сообщает, что Александр принял постриг в солигаличском Воскресенском монастыре и был «собеседником» преподобного Авраамия Галичского.
Точное время канонизации Александра неизвестно, местное почитание началось с конца XVI века, когда ему была составлена служба. В различных грамотах XVII века Александра называют «святой», «преподобный», «чудотворец». Древние иконы Александра не сохранились, описание XVIII века сообщает, что «Образ его в каменной полатке штилистовой; подобием аки Зосима Соловецкий, брада поуже, ризы монашеские, схима на плечах».
Мощи преподобного Александра находились под спудом в основанном им монастыре. В 1764 году его упразднили и сделали приходской церковью. Преображенский собор, построенный над его гробницей, в 1930-е годы был закрыт и затем разрушен, но мощи святого не открывались. Местное почитание Александра Вочского по неизвестным причинам прекратилось в 1830-е годы. В 1981 году его канонизация была подтверждена включением его имени в Собор костромских святых для общецерковного почитания.